# Еврейское лобби
Термин еврейское лобби используется для описания организованного еврейского влияния на внутригосударственные, внешнеполитические, внешнеэкономические решения, а также на средства массовой информации, научные учреждения и популярную культуру в интересах местных еврейских общин или Израиля, проводимых преимущественно еврейскими диаспорами в ряде западных стран.

## Описание
В книге Dictionary of Politics Уолтер Раймонд описывает термин «еврейское лобби» как «совокупность примерно 34 еврейских политических организаций в США, которые совместно или самостоятельно прикладывают усилия для лоббирования в США интересов государства Израиль». Он также отмечает, что «среди организаций, которые наиболее активно участвуют в лоббистской деятельности на федеральном, региональном или местном политических уровнях и в правительстве: Американо-израильский комитет по общественным связям, Американский еврейский комитет, <..> Бней-Брит (B’nai B’rith)». Доминик Видаль в Le Monde diplomatique, писал, что в США термин является самоназванием и что еврейское лобби «это лишь одна из многих групп влияния, которые имеют официальный статус при институтах и органах власти».
B’nai B’rith Anti-Defamation Commission of Australia пишет:

Важно понимать, что лобби является естественной частью плюралистического, демократического общества, такого как Австралия. Лоббирование, являясь средством повышения представительности власти, представляет собой общепризнанный способ влияния на государственную политику. Таким образом, как и другие общины и группы по интересам являются лобби, существует и еврейское лобби — громоздкая группа людей и организаций, занимающихся поддержкой потребностей и интересов еврейской общины. Еврейское лобби — это один из игроков в представительной власти, и само его существование подтверждает рядовое (такое же как и у других) место евреев в политике Австралии. Предположение, однако, что евреи имеют несоразмерно большую власть и влияние на принятие решений, является трансформацией наглядной политической реальности в антисемитские слоганы о еврейской власти.

Отмечая высокие показатели отдельных американских евреев на выборах, Джонатан Голдберг, редакционный директор The Forward, заявил в 2004 году в своей речи, что «еврейское лобби <..> на самом деле больше, чем просто десятка организаций. Антидиффамационная лига, American Jewish Committee, Hadassah, конечно, Американо-израильский комитет по общественным связям, но это также влияние каждого еврея».

## Защита термина
В 2004 году Джонатан Голдберг в своей речи сказал: «Было очень много разговоров в последние несколько лет о росте еврейского лобби и его влияния. Раньше считалось, что вы не можете говорить на такие темы. Когда я писал [книгу] Jewish Power в 1996 году <..>, я был обвинён различными еврейскими лоббистами в раздувании старых мифов о международных еврейских заговорах просто из-за использованного названия». Джонатан Голдберг не согласен с болезненной реакцией на использование термина и утверждает, что «существует такая вещь как еврейское лобби и есть сеть организаций, которые работают вместе, чтобы донести то, что можно назвать точкой зрения еврейской общины на мировые дела, и это не пустяк и не выдумка, но это также и не всемогущий осьминог, которого иногда изображают в наши дни». Миршеймер и Уолт писали в 2006 году, что «даже израильские СМИ ссылаются на американское еврейское лобби», а на следующий год заявили, что «AIPAC, Conference of Presidents of Major American Jewish Organizations и израильские СМИ сами относятся к американскому еврейскому лобби».

## Еврейское лобби в России
6 апреля 2005 года состоялось очередное заседание Российского еврейского конгресса (РЕК) по теме «Лоббизм в России». Президент РЕК Владимир Слуцкер высказал мнение о необходимости объединения предпринимателей и диалоге с властью для отстаивания интересов, в том числе и еврейской общины.